# تالیا (مجارستان)
تالیا (به مجاری:  Tállya) یک سکونتگاه مسکونی در مجارستان است که در بورشود-آبااوی-زمپلن واقع شده‌است.

## نگارخانه

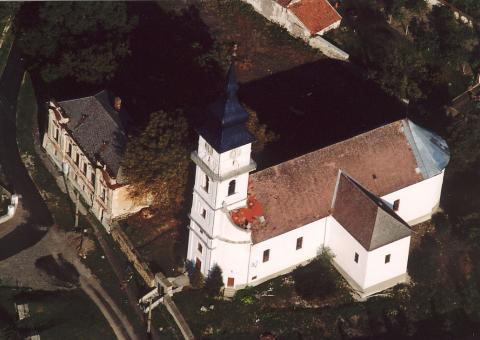
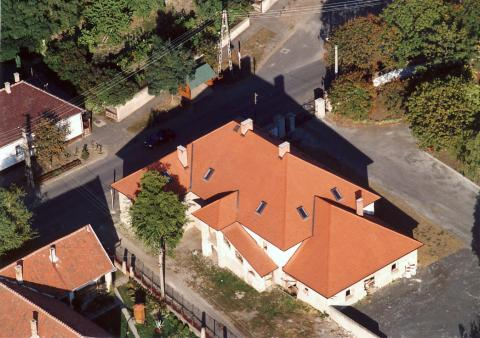
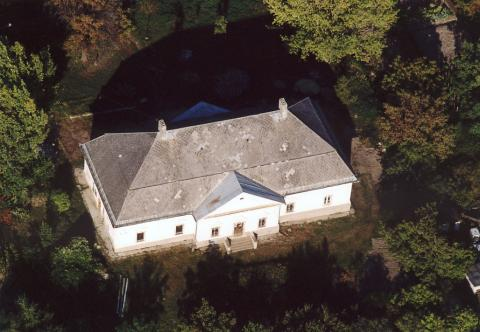
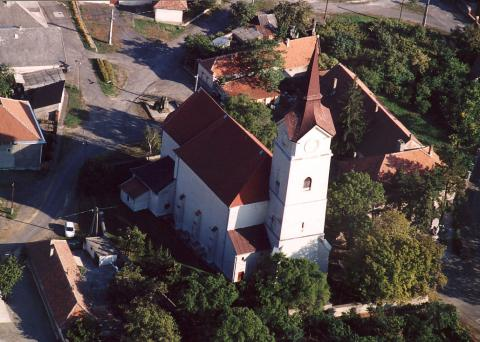